# Fakhreddine Ben Youssef
Pour les articles homonymes, voir Youssef.
Fakhreddine Ben Youssef (arabe : فخر الدين بن يوسف), né le 23 juin 1991 à Tunis, est un footballeur international tunisien évoluant au poste d'avant-centre.

## Biographie
En janvier 2015, il signe un contrat de trois ans et demi avec le FC Metz mais se blesse lors de la préparation pour la CAN 2015 avec sa sélection nationale. Il ne joue finalement que six matchs avec le club lorrain, sans le moindre but, et ne l'empêche pas de descendre en Ligue 2. Au mercato estival 2015, l'entraîneur messin Albert Cartier est remercié et Ben Youssef ne convainc pas le nouvel entraîneur José Riga ; il rentre alors en Tunisie et rejoint l'Espérance sportive de Tunis.
Le 29 janvier 2018, il signe en faveur de l'Al-Ettifaq FC.
Le 22 janvier 2020, libre de tout contrat, il s'engage avec l'Ismaily SC. Reprenant sa forme avec cette équipe, il est réintégré en équipe nationale en septembre 2021 dans le cadre des éliminatoires de la coupe du monde 2022, lors desquels il prend part aux deux rencontres contre la Guinée équatoriale (victoire 3-0) et la Zambie (victoire 2-0).
En septembre 2021, il est transféré au Pyramids FC.

## Clubs
- janvier 2012-janvier 2015 : Club sportif sfaxien (Tunisie)
- janvier-juillet 2015 : Football Club de Metz (France)
- juillet 2015-janvier 2018 : Espérance sportive de Tunis (Tunisie)
- janvier 2018-septembre 2019 : Al-Ettifaq Football Club (Arabie saoudite)
- janvier 2020-septembre 2021 : Ismaily Sporting Club (Égypte)
- septembre 2021-août 2023 : Pyramids Football Club (Égypte)
- août 2023-juillet 2025 : Al-Masry Sporting Club (Égypte)

## Buts internationaux
| no | Date              | Sélection | Lieu                                               | Adversaire   | Évolution du score | Résultat | Compétition                       |
| -- | ----------------- | --------- | -------------------------------------------------- | ------------ | ------------------ | -------- | --------------------------------- |
| 1  | 30 décembre 2012  | 3         | Stade Cheikh-Zayed, Abou Dabi, Émirats arabes unis | Irak         | 0 - 2              | 1 - 2    | Match amical                      |
| 2  | 8 juin 2013       | 8         | Brookfields National Stadium, Freetown             | Sierra Leone | 2 - 2              | 2 - 2    | Éliminatoires Coupe du monde 2014 |
| 3  | 10 septembre 2014 | 17        | Stade international du Caire, Le Caire             | Égypte       | 0 - 1              | 0 - 1    | Éliminatoires CAN 2015            |
| 4  | 12 juin 2015      | 23        | Stade olympique de Radès, Radès                    | Djibouti     | 6 - 1              | 8 - 1    | Éliminatoires CAN 2017            |
| 5  | 28 mai 2018       | 37        | Stade municipal de Braga, Braga                    | Portugal     | 2 - 2              | 2 - 2    | Match amical                      |
| 6  | 28 juin 2018      | 42        | Mordovia Arena, Saransk                            | Panama       | 1 - 1              | 2 - 1    | Coupe du monde                    |

## Palmarès
- CS Sfax
  - Champion de Tunisie en 2013
  - CAF Coupe de la confédération en 2013
- ES Tunis
  - Coupe de Tunisie en 2016
  - Arab Club Champions Cup en 2017
  - Champion de Tunisie en 2017
  - Champion de Tunisie en 2018

## Distinctions personnelles
- Meilleur joueur tunisien de l'année : 2013[4]
- Soulier d'or : 2014[5]
- Homme du match contre le Panama lors de la coupe du monde 2018[6]